# Морской музей (Мельбурн)
Мельбурнский морской музей (сейчас Парусное судно Polly Woodside и музей ; англ. Melbourne Maritime Museum, Polly Woodside tall ship and museum)) — морской музей в Мельбурне (Виктория, Австралия), расположен во внутреннем пригороде Саут-Уорф на реке Ярра на юго-западе Мельбурна.

## Экспозиция
В музее находится барк Polly Woodside, ныне отреставрированное грузовое судно, спущенное на воду в 1885 году. Судно находится в оригинальном сухом доке с деревянными стенами, который использовался для ремонта и обслуживания судов более 100 лет. Исторические постройки на территории музея включают насосную станцию и котельную для откачки воды из сухого дока. В Ангаре 2 расположены экспонаты, связанных с историей барка, и модели Polly Woodside.
Музей является популярной достопримечательностью для школьников и предлагает обширные образовательные программы для учеников начальной и средней школы. Здесь имеются интерактивная галерея, сувенирный магазин и место для пикника. Регулярные мероприятия включают пиратские воскресенья в первое воскресенье каждого месяца.

## БаркPolly Woodside

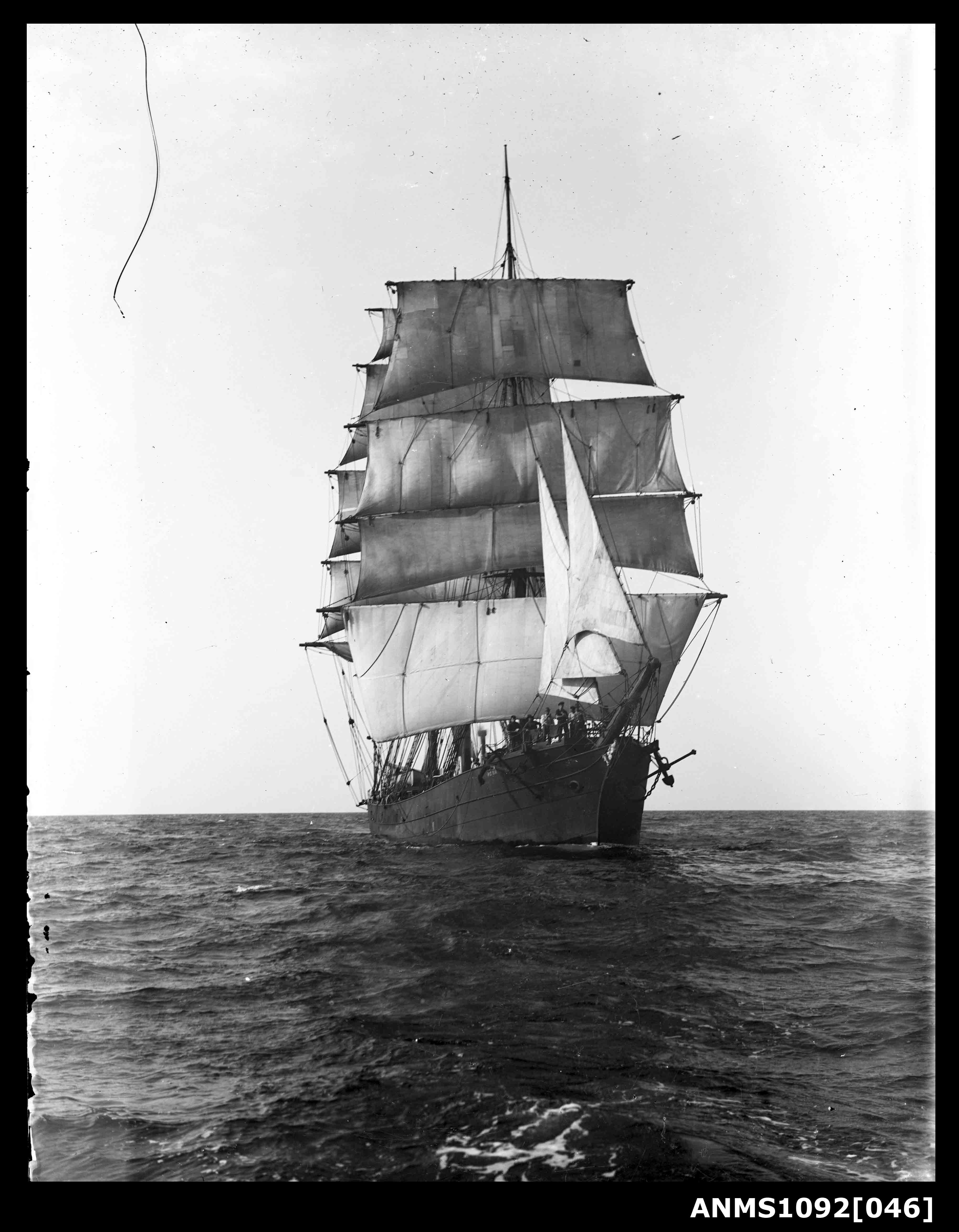
Барк Polly Woodside в открытых водах в 1910 году

Построенное в Белфасте в 1885 году трёхмачтовое грузовое судно перевозило уголь, нитраты и пшеницу между портами Англии и Южной Америки, включая Монтевидео, Вальпараисо и Буэнос-Айрес. В 1885—1903 годах барк много раз проходил вокруг опасного мыса Горн. Позже был куплен Новой Зеландией и в 1904—1922 годах как Rona перевозил лесопиломатериалы, соль, цемент, зерно и уголь между Австралией и Новой Зеландией. Постепенно грузовые парусные суда потеряли экономическую целесообразность, судно было продано в Австралию как блокшив и в 1922—1962 годы служило для хранения угля в порту Мельбурна за исключением периода Второй мировой войны: в 1943—1946 годов оно служило блокшивом на австралийской военной базе в Новой Гвинее.